# Nyong-et-Kéllé
Pour les articles homonymes, voir Nyong (homonymie) et Kéllé.
Le Nyong-et-Kéllé est un département situé dans la région du Centre au Cameroun. Son chef-lieu est Éséka.

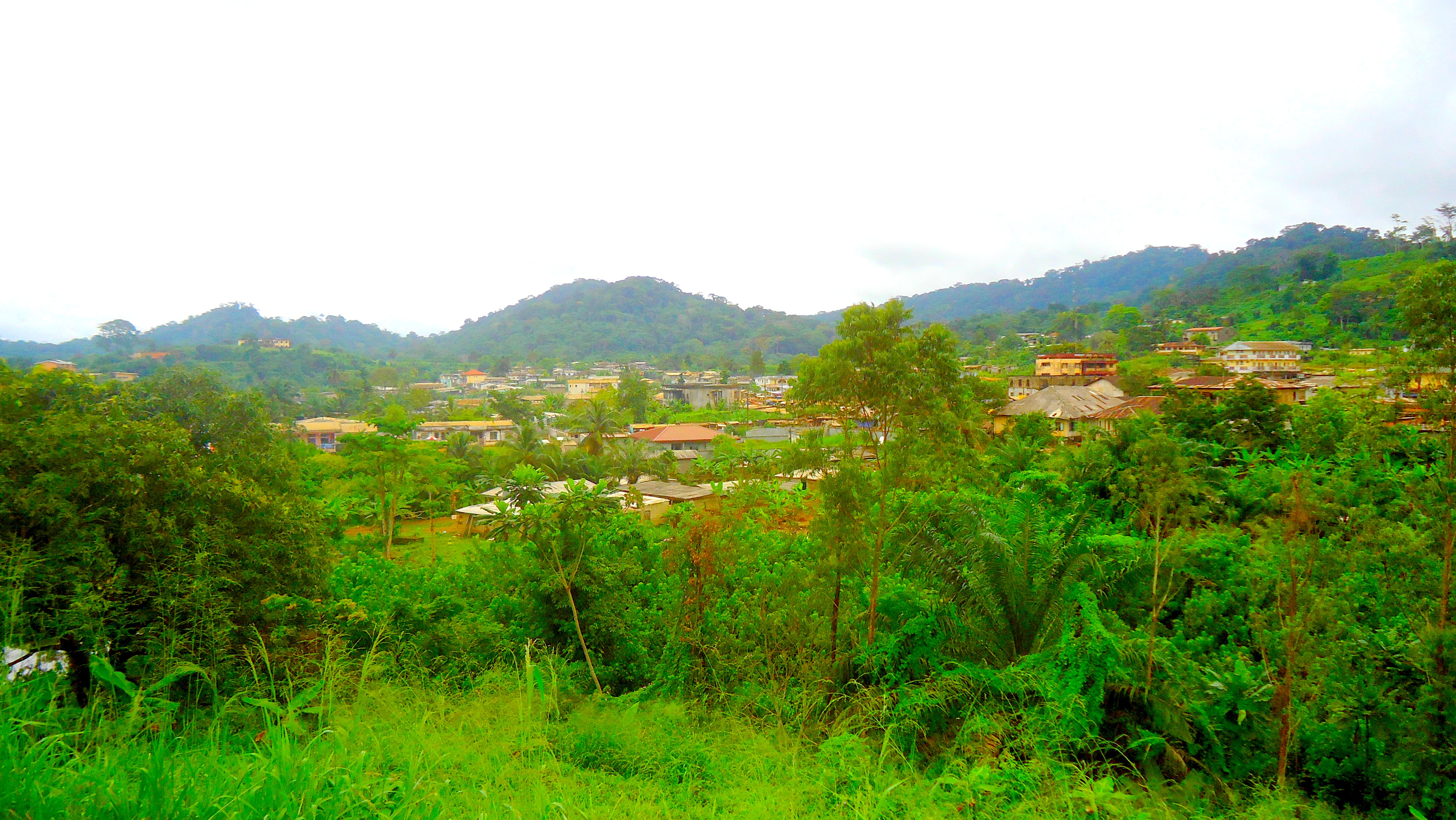
Vue sur les montagnes autour d'Éséka.

Il doit son nom au confluent de deux cours d'eau, le Nyong et la Kéllé.

## Organisation territoriale
Le département est découpé en 10 arrondissements et/ou communes, :
| COG    | Communes    | Chef-lieu   | Superficie (km2) | Population (2005) |
| ------ | ----------- | ----------- | ---------------- | ----------------- |
| CE0201 | Éséka       | Éséka       | 840              | 23 242            |
| CE0202 | Makak       | Makak       | 1 003            | 29 135            |
| CE0203 | Bot-Makak   | Bot-Makak   | 467,9            | 17 089            |
| CE0204 | Messondo    | Messondo    | 1 944            | 14 139            |
| CE0205 | Ngog-Mapubi | Ngog-Mapubi | 271,3            | 9 137             |
| CE0206 | Matomb      | Matomb      | 593,3            | 11 512            |
| CE0207 | Dibang      | Dibang      | 467,1            | 9 063             |
| CE0208 | Biyouha     | Biyouha     | 203,7            | 3 386             |
| CE0209 | Bondjock    | Bondjock    | 284              | 8 431             |
| CE0210 | Nguibassal  | Nguibassal  | 279,1            | 4 685             |

## Histoire
Dans le département de Nyong-et-Kéllé, au cœur du Cameroun, un héritage d’unité et d’indépendance a été forgé par trois figures emblématiques : Félix Moumié, Ruben Um Nyobé et Ernest Ouandié. Ces hommes, bien que venant de différentes régions du pays, ont uni leurs forces pour créer l’Union des Populations du Cameroun (UPC), avec pour objectif principal l’unification du Cameroun et l’indépendance immédiate.
Ruben Um Nyobé, originaire de Boumnyebel, une localité située dans le département de Nyong-et-Kéllé, a joué un rôle déterminant dans cette lutte. Malgré les différences culturelles et régionales, Nyobé, avec Ernest Ouandié et Roland Moumié de Foumban, a réussi à se fixer des objectifs communs. Cette collaboration a été une leçon historique d’unité dans la diversité, un exemple qui résonne encore aujourd’hui.
Le trio est aujourd’hui connu des Camerounais, tant anglophones que francophones, pour leur croyance collective dans les idéaux d’unité nationale, d’harmonie et d’intégration nationale. Leur détermination à réaliser leur vision d’un Cameroun uni et indépendant a conduit Nyobé à faire de nombreux voyages aux Nations Unies pour faire pression sur la communauté internationale afin d’obtenir un soutien contre les forces coloniales.
Ainsi, la région de Nyong-et-Kéllé, grâce à la contribution de Ruben Um Nyobé, est devenue un symbole de l’unité et de l’indépendance du Cameroun. Leur histoire continue d’inspirer les générations actuelles et futures à croire en l’unité dans la diversité et à lutter pour l’harmonie et l’intégration nationale. Leur héritage continue de vivre dans le cœur des Camerounais et reste un pilier de l’identité nationale.

## Économie
L'économie de la région de Nyong-et-Kéllé au Cameroun est diversifiée et repose sur plusieurs secteurs clés, notamment l'agriculture, l'exploitation forestière, la pêche et des initiatives de développement socio-économique.

### Agriculture
L'agriculture est une activité économique majeure dans la région de Nyong-et-Kéllé, profitant de terres fertiles pour la culture de divers produits agricoles. Les communautés locales, et en particulier les fermes rurales, jouent un rôle essentiel dans ce secteur.

### Exploitation Forestière
L'exploitation forestière est une autre composante importante de l'économie locale. La région est connue pour ses forêts, qui incluent des essences de bois précieux comme le bubinga. Toutefois, cette activité est confrontée à des problèmes d'exploitation illégale, ce qui pose des défis environnementaux et sociaux.

### Projets de Développement
Des projets de développement sont mis en œuvre pour soutenir l'économie locale et promouvoir une gestion durable des ressources. Par exemple, un projet soutenu par l'Organisation Internationale les Bois Tropicaux (OIBT) vise à réaliser des études environnementales et socio-économiques dans la région, en particulier dans les sites du BONDJOCK, pour contribuer à la conservation et à la gestion durable de l'écosystème forestier de NDJOCK-LEPAN.

### Pêche
La pêche, tirant parti des rivières Nyong et Kéllé, est une activité économique significative pour la région, contribuant à l'alimentation et aux revenus des communautés riveraines.